# The Satanic Bible
The Satanic Bible (titolo italiano: La bibbia di Satana) è un libro pubblicato dall'esoterista Anton LaVey nel 1969. È il principale testo di riferimento della Chiesa di Satana, fondata da LaVey nel 1966, e contiene i precetti fondamentali della sua filosofia e dei suoi dogmi. Viene considerato il testo più influente del satanismo contemporaneo. Sebbene The Satanic Bible non sia considerata un vero e proprio testo sacro, i seguaci di LaVey la venerano come tale. Esalta le virtù dell'esplorazione della propria natura e dei propri istinti. I credenti del satanismo laveyano sono stati descritti come "satanisti atei" in quanto credono che Dio non sia un'entità astratta, bensì un concetto personale creato da qualsiasi individuo come proiezione della propria personalità — una forza benevole e stabilizzatrice nelle loro vite. The Satanic Bible ha avuto più di trenta ristampe nel corso degli anni, vendendo oltre un milione di copie nel mondo.

## Descrizione
The Satanic Bible si compone di quattro libri: The Book of Satan, The Book of Lucifer, The Book of Belial e The Book of Leviathan. Il libro di Satana sfida i Dieci comandamenti e l'etica della reciprocità, promuovendo invece l'Epicureismo. Il libro di Lucifero descrive la maggior parte della filosofia di LaVey, con dodici capitoli dedicati alla discussione di argomenti centrali quali indulgenza dei sensi, amore, odio e sesso. Inoltre, in esso LaVey smonta molti preconcetti circa le religioni organizzate. Il libro di Belial descrive in dettaglio i rituali e la magia nera. LaVey discute dei necessari stato mentale e concentrazione per eseguire tali rituali, e fornisce istruzioni per tre di essi nello specifico: rituali sessuali, di compassione e distruzione. Il libro del Leviatano fornisce quattro invocazioni a Satana, lussuria, compassione e distruzione. Infine sono elencate le diciannove chiavi di Enoch (adattate dall'occultista John Dee).

## Storia editoriale

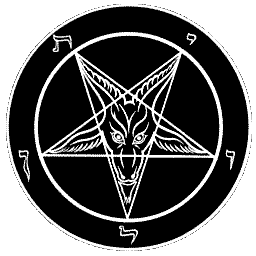
Il simbolo della Chiesa di Satana, stampato sulla copertina del libro

Originariamente pubblicata in formato paperback dalla Avon Books nel 1969, The Satanic Bible non è mai andata fuori stampa. La prima edizione brossurata con copertina rigida venne pubblicata dalla University Books nello stesso anno. Nel 2015, William Morrow ne pubblicò una nuova edizione con copertina rigida insieme a The Satanic Rituals. Il contenuto non è cambiato nel corso delle varie edizioni, anche se l'introduzione è variata di volta in volta. Il sigillo di Bafometto appare in copertina fin dalla prima edizione. The Satanic Bible ha venduto oltre un milione di copie nel corso degli anni, ed è stata tradotta in numerose lingue, come danese, svedese, tedesco, spagnolo, finlandese, turco e italiano. La prima edizione in lingua italiana risale al 2007.

## Tematiche
(Anton LaVey, prefazione a La bibbia di Satana, Arcana edizioni, 2007)
Nel prologo sono elencate le nove enunciazioni fondamentali del satanismo laveyano, dette "affermazioni sataniche":
1. Satana rappresenta l'indulgenza, anziché l'astinenza!
2. Satana rappresenta un'esistenza vitale, anziché utopistici sogni spirituali!
3. Satana rappresenta la saggezza incontaminata, invece dell'ipocrita autoinganno!
4. Satana rappresenta la gentilezza per coloro che se la meritano, invece dell'amore sprecato per gli ingrati!
5. Satana rappresenta la vendetta, invece di porgere l'altra guancia!
6. Satana rappresenta la responsabilità nei confronti di chi è  responsabile, anziché la preoccupazione per i vampiri psichici!
7. Satana rappresenta l'uomo come solo un altro animale, a volte migliore, più spesso peggio di quelli che camminano a quattro zampe, che, a causa del suo "divino sviluppo spirituale e intellettuale", è diventato l'animale più vizioso di tutti!
8. Satana rappresenta tutti i cosiddetti peccati, poiché essi portano tutti alla gratificazione fisica, mentale o emotiva!
9. Satana è stato il miglior amico che la Chiesa abbia mai avuto, poiché l'ha tenuto in attività in tutti questi anni![21]

### Dio e Satana
The Satanic Bible spesso utilizza i termini "Dio" e "Satana" in maniera intercambiabile, tranne quando si riferisce a loro secondo i canoni delle altre religioni. Occasionalmente LaVey ricorre anche alla parola "Dio" per riferirsi all'interpretazione della divinità suprema delle altre religioni, e "Satana" o sinonimi per riferirsi all'idea di divinità secondo l'interpretazione del satanismo laveyano, come quando scrive: "Quando tutta la fede religiosa nelle bugie svanisce, è perché l'uomo è diventato più vicino a se stesso e più lontano da "Dio"; più vicino al Diavolo". Nella bibbia di Satana, la visione di Dio dei seguaci del satanismo di LaVey è descritta come la "satanica consapevolezza della vera essenza della propria personalità, non di un'entità astratta". Satana viene usato come rappresentazione della libertà individuale e dell'individualismo, e come metafora della visione del diavolo presso i primi cristiani connessa al serpente biblico della Genesi: saggio, provocatorio, propositivo e libero pensatore. 
Per LaVey l'uomo è realmente «il suo proprio dio» ed è l'unico responsabile delle sue azioni e del suo destino; la stessa figura di Satana, in contrasto con le altre correnti sataniste, viene intesa come un archetipo, cioè un simbolo di una forza interiore presente in ogni persona: una forza in grado di portare il singolo a vivere una vita realizzata, senza chiedere intercessioni a divinità esterne. LaVey discute ampiamente questo concetto nel The Book of Lucifer, spiegando che gli dei adorati da altre religioni sono anche proiezioni del vero sé dell'uomo. Sostiene che la riluttanza dell'uomo ad accettare il proprio ego gli ha fatto esternare questi dei per evitare la sensazione di narcisismo che avrebbe accompagnato l'adorazione di sé.
(Anton LaVey, The Satanic Bible, pp. 44–45)
 Sebbene in alcuni punti del libro LaVey si riferisca a Satana come a un essere fisico, ciò ha lo scopo di incoraggiare l'"egoismo razionale del satanista".

### Scienza
Molto dei concetti espressi in The Satanic Bible sono modellati attorno a una secolare visione scientifica del mondo. Tuttavia, alcune di queste idee vanno al di là del secolarismo odierno implicando che varie forze occulte non sono soprannaturali, ma piuttosto finora sconosciute alla scienza. Queste forze possono essere manipolate dal praticante del satanismo laveyano, un tratto della religione che è stato paragonato a movimenti come Scientology. Alcuni critici sostengono che i temi scientifici sono così prevalenti in The Satanic Bible perché LaVey faceva appello all'autorità della scienza per legittimare il satanismo come religione.

### Natura umana e darwinismo sociale
Il darwinismo sociale e il concetto di "natura umana" sono idee prevalenti in tutta l'opera. LaVey descrive il satanismo come "una religione basata sui tratti universali dell'uomo", e gli esseri umani stessi sono ripetutamente descritti come intrinsecamente carnali e animalistici. Ognuno dei sette peccati capitali è descritto come parte dell'istinto naturale dell'essere umano, e sono quindi sostenuti dal concetto che "peccare è un bene" in quanto il postulato stesso del peccato è senza significato, se non come costruzione mentale. Il darwinismo sociale è particolarmente evidente in The Book of Satan, dove LaVey plagia alcune parti di Might Is Right di Ragnar Redbeard, sebbene sia citato anche in riferimento alla forza intrinseca e all'istinto di autoconservazione dell'uomo. Il satanismo di LaVey è stato descritto come un sorta di "istituzionalismo dell'egoismo Machiavelliano" a causa di molti di questi temi. Essendo l'individualismo un tipico prodotto della civiltà occidentale moderna, ovviamente nelle società antiche legate alla sopravvivenza quotidiana e al controllo delle scarse risorse disponibili, l'individualismo era visto come un grande male. Questo spiegherebbe, secondo LaVey, la nascita delle religioni. Esse hanno una funzione di controllo sociale ed economico. In sé non sono né buone né cattive ma fanno parte dell'evoluzione umana. Scienza e tecnologia hanno ridotto il loro ruolo sociale e il loro potere temporale, ma nello spazio privato continueranno a esistere in forme diverse. Nell'epoca moderna il "Dio" unico viene sostituito da ideologie politiche, stili di vita, ideali di vario tipo, filosofie di vita più o meno stravaganti, mode, ecc... Nelle società arcaiche, aggressive e legate al controllo e alla conquista sia materiale sia spirituale il "Dio" unico rimane al centro di tutto a scapito della vera essenza dell'uomo.

## Accoglienza
Il libro ha suscitato reazioni sia favorevoli sia negative da parte della critica. The Satanic Bible è stata descritta un testo "acutissimo, affilato come un rasoio" e "influente". Critiche al libro includono accuse di cialtroneria a LaVey e disapprovazione del contenuto stesso dell'opera. Inoltre, Anton LaVey è stato accusato di plagio per aver copiato alcune sezioni del libro, e criticato in generale per la sua filosofia considerata in gran parte derivativa. A causa delle tematiche controverse, in alcuni Stati americani sono stati fatti tentativi per proibire il libro in scuole, biblioteche pubbliche e prigioni, sebbene queste azioni censorie siano abbastanza rare.